# Nietzsche-Rezeption
Dieser Artikel behandelt die Nietzsche-Rezeption. Das Werk des Philosophen Friedrich Nietzsche hat seit dem Ende des 19. Jahrhunderts eine ungewöhnlich vielfältige Wirkung entfaltet.

## Wirkungsgeschichte

### Frühe Rezeption und das Nietzsche-Archiv
Erst nach Beginn seiner geistigen Umnachtung begannen sich Nietzsches Zeitgenossen für den bis dahin praktisch unbekannten Denker zu interessieren. Als erster Entdecker Nietzsches gilt Georg Brandes, der im Frühjahr 1888 an der Universität Kopenhagen eine Vortragsreihe über ihn hielt und noch bis zu Nietzsches Zusammenbruch im Januar 1889 in Turin in brieflichem Kontakt mit ihm blieb. Nietzsches fulminanter Stil wirkte dann, etwa gleichlaufend mit der Jugendbewegung, weit in die deutsche Intelligenz hinein. Unterschiedlichste Gruppierungen ließen sich von Nietzsches Werk beeinflussen. Darunter zählten auch frühe Vertreter des Zionismus wie Theodor Herzl, der sich allerdings von Nietzsches Persönlichkeit bald distanzierte.

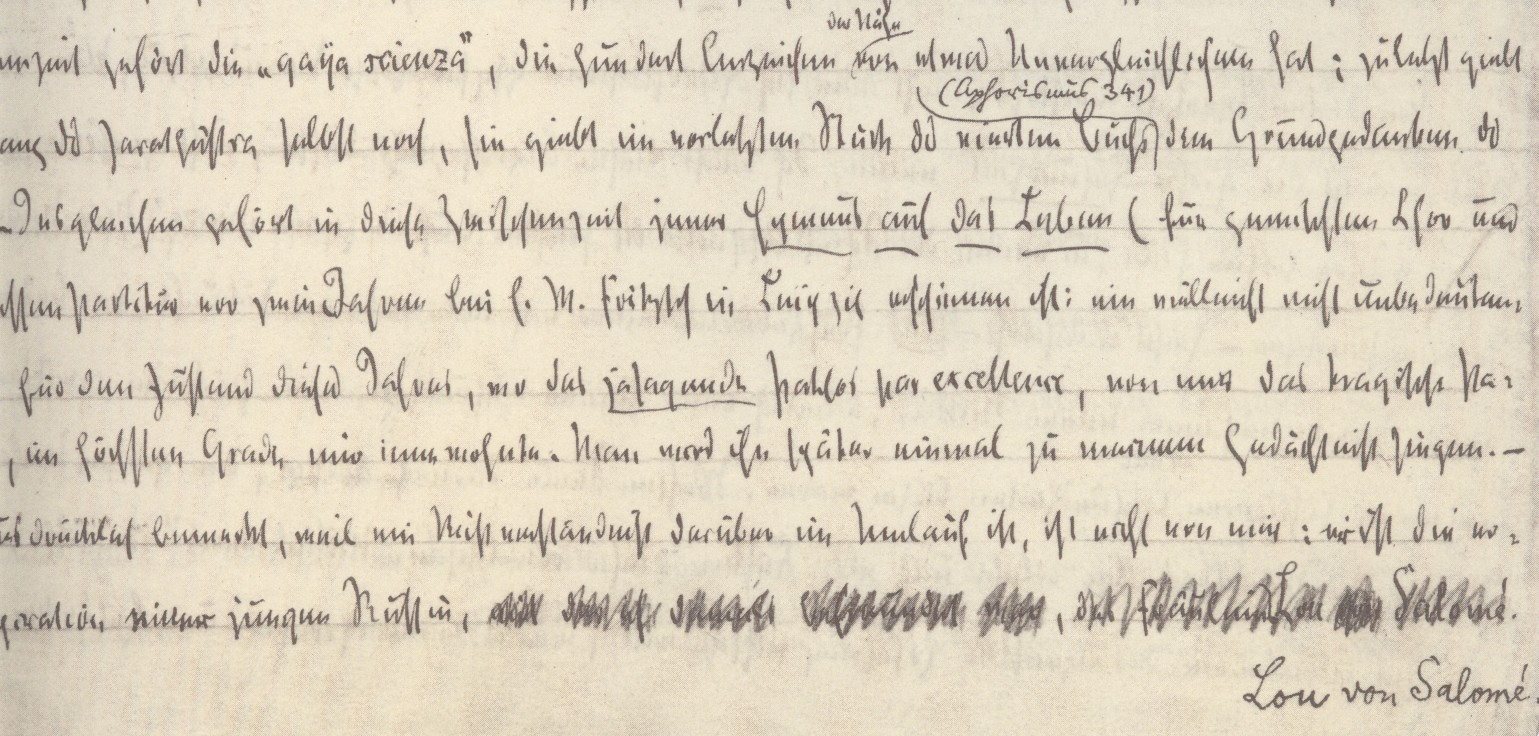
Eingriffe ins Druckmanuskript von Ecce homo

Nietzsches Schwester Elisabeth Förster-Nietzsche versuchte bald, als Inhaberin des 1894 in Naumburg gegründeten, ab 1897 in Weimar ansässigen Nietzsche-Archivs, maßgeblichen Einfluss auf die rasch anwachsende und widersprüchliche Rezeption zu nehmen. Sie verbreitete ein Bild ihres Bruders, das ihn einerseits als Person mythifizierte, andererseits seinen Lehren, so wie sie sie verstand, zu Popularität verhelfen sollte. Sie verfügte über die Gesamtausgabe, schrieb eine offizielle Biographie mit ihrer eigenen Deutung des Werks und gab eine selektive und tendenziöse Kompilation von Nachlassmaterial unter dem Titel Der Wille zur Macht heraus. Im ebenfalls von ihr herausgegebenen Briefwechsel Nietzsches wurden später Fälschungen, Auslassungen und Hinzufügungen durch ihre Hand nachgewiesen. Schon früh bildete sich als Gegenstück zu dieser „Weimarer Tradition“ die von Nietzsches Freund Franz Overbeck begründete „Basler Tradition“ des Umgangs mit Nietzsches Schriften und Nachlass heraus.

### Vielfältige Wirkung

#### Aufnahme in Kunst und Gesellschaft

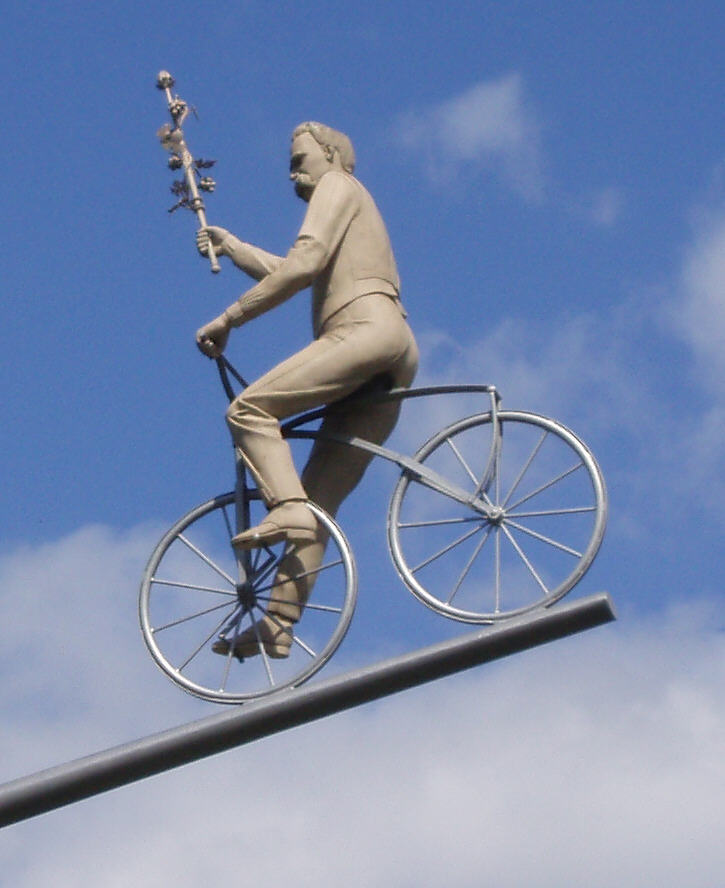
Nietzschefigur von Peter Lenk

Im Umkreis der ersten Nietzsche-Rezeption sind etwa Harry Graf Kessler, Lou Andreas Salomé, Rudolf Steiner und Julius Langbehn zu finden. In der Umbruchszeit um die Jahrhundertwende lasen viele aus Nietzsches Werk vor allem einen kulturpessimistischen Ansatz. Es kam zeitweise zu einem regelrechten Nietzsche-Kult, der auch außerhalb Deutschlands, besonders in Frankreich und Italien, Anhänger fand. Marcel Proust lässt in seinem Roman Auf der Suche nach der verlorenen Zeit bildungsbürgerliche Salongespräche im Paris der späten 1880er Jahre um Nietzsche und Wagner kreisen. Sowohl in fortschrittlichen und avantgardistischen als auch in konservativen Kreisen fand Nietzsche in ganz Europa erklärte Anhänger ebenso wie radikale Gegner. Die Breite der Rezeption schon vor dem Ersten Weltkrieg charakterisierte 1922 Ernst Troeltsch:

„[…] schon seinerzeit war es üblich, dass alles von der Theologie bis zum Freidenkertum, vom Kapitalismus bis zum Sozialismus, vom Konservatismus bis zum Bolschewismus, vom Internationalismus bis zum Nationalismus, vom Atheismus bis zur Anthropologie mit Strömen aus Nietzsche flott und mit Zitaten aus ihm geistreich gemacht zu werden pflegt.“

Im Ersten Weltkrieg änderte sich diese Wahrnehmung: auf deutscher Seite fanden die vom Archiv autorisierten Kriegsausgaben ausgewählter Nietzsche-Texte reißenden Absatz – redensartlich hatte jeder deutsche Soldat „den Zarathustra im Tornister“ –, während umgekehrt in britischer, französischer und US-amerikanischer Kriegspropaganda Nietzsche als Vordenker des deutschen Weltmachtstrebens und der brutalen deutschen Kriegsführung dargestellt wurde.
Von der poetischen Sprache in Also sprach Zarathustra waren von Anfang an vor allem Künstler tief beeindruckt; sehr bekannt ist Richard Strauss’ gleichnamige Komposition. Weitere Bewunderer Nietzsches waren Hans Olde, Henry van de Velde und Edvard Munch. Das Nietzschebuch Ernst Bertrams und die Deutung Nietzsches als mystischer Dichter, wie sie besonders vom George-Kreis vertreten wurde, waren nach dem Ersten Weltkrieg zentral und wirkten etwa auf Rainer Maria Rilke, Hugo von Hofmannsthal, Christian Morgenstern, Heinrich Mann, Thomas Mann, Hermann Hesse, Hugo Ball, Gottfried Benn, Gabriele D’Annunzio und Georges Bataille. Insbesondere galt Nietzsche als Wegbereiter der Expressionisten. Später waren es die Surrealisten, die von Nietzsche begeistert waren und inspiriert wurden. Eine Rezeption zeitgenössischer Künstler zeigte die Ausstellung „Artistenmetaphysik“ (2000/2001) im Haus am Waldsee in Berlin.

#### Aufnahme in Geistes- und Sozialwissenschaften
Erst nach der ersten Welle künstlerischer Nietzsche-Rezeption begannen Teile von Nietzsches Denken auch auf Geistes- und Sozialwissenschaftler zu wirken. Unter den ersten Philosophen im engeren Sinne, die sich mit Nietzsche befassten oder sich sogar auf ihn beriefen, waren etwa Hans Vaihinger, Alois Riehl und Theodor Lessing sowie die Vertreter der Lebensphilosophie. In der Soziologie wirkte Nietzsche auf Ferdinand Tönnies und Max Weber, in der Geschichtstheorie auf Oswald Spengler und in der Tiefenpsychologie (Psychoanalyse) auf Sigmund Freud und Carl Gustav Jung.
Wiederholt wurde diskutiert, ob Nietzsche überhaupt als Philosoph gelten dürfe. Das Nietzsche-Archiv bestand unbedingt darauf, bezog sich dabei natürlich auf seine eigene Auslegung dieser Philosophie, und versuchte dies – in der Annahme, ein echter Philosoph zeichne sich durch ein System aus – unter anderem durch die erwähnte Herausgabe der systematischen Schrift Der Wille zur Macht zu untermauern. In Literaten- und Künstlerkreisen wurde dagegen der Inhalt von Nietzsches Büchern im Vergleich zu seinem literarischen Stil, insbesondere im Zarathustra, vernachlässigt. Die Nachfolger der erwähnten Basler Interpretation, die ihre anfangs gegen die Nietzsche-Verklärung gerichtete Kritik immer mehr auf Nietzsche selbst ausweiteten, wandten sich ebenfalls gegen die Deutung Nietzsches als systematischer Philosoph. Josef Hofmiller schrieb 1931:

„Was bleibt dann von Nietzsche? Es bleibt genug. Es bleibt mehr und Wertvolleres als ein System, das nie eines war.

Es bleibt der Kritiker und Diagnostiker der Zeit. Es bleibt, nicht im deutschen Wortgebrauch, sondern im französischen, der Moralist: der Miniaturist und Außenseiter der Philosophie, der Aphoristiker. Bleiben werden am längsten die drei mittleren Werke: Menschliches, Allzumenschliches; Morgenröte, Die fröhliche Wissenschaft. Bleiben werden les plus belles pages, wie die Franzosen ihre feinen Auswahlen nennen. Bleiben werden Einzelheiten: Beobachtungen, Einfälle, Gedanken, Stimmungen, Maximen und Reflexionen, insoweit und weil sie unabhängig sind von seinem vermeintlichen System. Bleiben wird der Künstler, bleiben der Dichter.“

Dennoch begannen immer mehr Philosophen, Nietzsches Denken zu deuten und fortzuführen, allerdings auf sehr unterschiedliche Weise. In Frankreich bezogen sich die Existentialisten auf Nietzsche, in Deutschland einerseits Martin Heidegger, andererseits auch Karl Jaspers und der emigrierte Karl Löwith. Heidegger sah in Nietzsche den Vollender der abendländischen Metaphysik, in dessen Lehre vom „Willen zur Macht“ sich der Nihilismus als Wesen der Metaphysik offenbare. Jaspers stellt Nietzsche zusammen mit Søren Kierkegaard in die Reihe der existentiellen Philosophen und vergleicht beide auch mit Karl Marx. Was man an Nietzsche lernen könne, sei weniger eine Philosophie als das Philosophieren. Löwith schließlich stellt Nietzsches Bedeutung heraus in der Säkularisierung der Philosophie im 19. Jahrhundert sowie seine antichristliche Weltanschauung, etwa in Also sprach Zarathustra.
Auch die kritische Theorie um Theodor W. Adorno und Max Horkheimer interpretierte Teile von Nietzsches Werk. Der zweite Exkurs Juliette oder Aufklärung und Moral in der Dialektik der Aufklärung, entstanden zur Zeit der nationalsozialistischen Nietzsche-Vereinnahmung, behandelt Nietzsche ambivalent als denjenigen Philosophen, der „die Wissenschaft beim Wort genommen“ und „den Gedanken der Aufklärung [bis an den] Punkt des Umschlags weitergetrieben“ habe.

### Frühe Kritiker
Der sozialistische Historiker Franz Mehring deutete 1891 Nietzsches Schrift Jenseits von Gut und Böse als Philosophie und Poesie des Kapitalismus und warf Nietzsche vor, das ausbeutende Großkapital mit seinen Lorbeeren zu umkränzen. Nietzsches angeblich bahnbrechende Erkenntnis, dass gerade die bösen Eigenschaften des Menschen wie Habsucht und Herrschsucht zu Hebeln der geschichtlichen Entwicklung geworden seien, findet sich bereits bei Hegel. Nietzsche schloss daraus aber nicht – so Mehring – auf die historische Bedingtheit von Moral; er sah in der Unterdrückung der Sklaven durch die Herren ein Naturgesetz und wollte die dem entgegenstehende „Sklavenmoral“ der menschlichen „Herdentiere“ vollkommen beseitigen. Nietzsche, so Mehring, predigte den Herren, den „freien Geistern“: Beutet die Sklaven aus, unterjocht sie, tut es ohne schlechtes Gewissen, ohne jeden Gemeinsinn, ohne Rücksicht, ohne Mäßigung, es ist das Beste, was ihr tun könnt!
Als 1896 einige nachgelassene Polemiken Nietzsches gegen die sozialistische Arbeiterbewegung veröffentlicht wurden, entdeckte Mehring dort nur eine Ansammlung antisozialistischer Phrasen, wie sie damals gang und gäbe waren; z. B. die These Heinrich von Treitschkes, alles würde gut, wenn die Arbeiter sich nur entschließen könnten, einen Lobgesang auf die „fröhliche Armut“ anzustimmen. Den ganzen Sozialismus habe sich Nietzsche offenbar nur dadurch erklären können, dass Sozialisten Menschen mit notorisch finsterem, grüblerischen und gallichten Temperament seien.
Im Jahre 1897 kritisierte der Feuerbach-Anhänger Julius Duboc in seiner Schrift Nietzsches Übermenschlichkeit das Nietzschesche „Übermenschentum“ als „Kanaillenaristokratie“, als die Herrschaft einer rücksichtslosen Verbrecherkaste, die nach Überwindung aller moralischen Schranken nur noch ein Recht kenne, das Recht des Stärkeren, des Böseren.
Im gleichen Jahr analysierte der Soziologe Ferdinand Tönnies in seiner Schrift Der Nietzsche-Kultus Nietzsches Werke biographisch und teilte sie in drei Phasen ein, die vom inneren Kampf des Künstlers mit dem Wissenschaftler Nietzsche geprägt seien. In der ersten Phase, in der Nietzsche Anhänger Schopenhauers und Wagners war, habe der Künstler dominiert, in der zweiten (Unzeitgemäße Betrachtungen, Die fröhliche Wissenschaft) der Wissenschaftler, in der dritten (Also sprach Zarathustra, Jenseits von Gut und Böse) der an sich und der Welt verzweifelnde Weder-Künstler-noch-Wissenschaftler, der „rasende, heulende und ganz besinnungslose Zarathustra“.

### Faschismus und Nationalsozialismus
Obwohl das Thema „Nietzsche und der Nationalsozialismus“, mitunter verkürzt zu „Nietzsche und Hitler“, in einer Vielzahl von Publikationen von unterschiedlichem Niveau behandelt und wohl jede denkbare Ansicht dazu vertreten worden ist, steht eine systematische Untersuchung der Nietzsche-Rezeption im Nationalsozialismus noch aus. In der einzigen längeren wissenschaftlichen Monographie hierzu wird die „positive“ Einschätzung Nietzsches im nationalsozialistischen Deutschland durch Alfred Baeumler der „negativen“ durch Ernst Krieck gegenübergestellt. Zu einer offenen Diskussion über Nietzsche ist es im Nationalsozialismus aber niemals gekommen.
Der deutsche Nationalsozialismus und der italienische Faschismus bezogen sich selektiv auf Bruchstücke aus Nietzsches Werk. Besonders Benito Mussolini war von Nietzsche begeistert und wurde in seiner Lesart aus dem Nietzsche-Archiv bestärkt. Die Rezeption im Nationalsozialismus ist in Teilen auf die schon erwähnten Manipulationen und politische Tendenz von Nietzsches Schwester und dem Nietzsche-Archiv (vergleiche auch Max Oehler) zurückzuführen.
In der Zeit des Nationalsozialismus und nach dem Tod Förster-Nietzsches 1935 betrieb zuvörderst Alfred Baeumler die Vereinnahmung Nietzsches für das Dritte Reich energisch weiter. Während „der eigentliche Schirmherr der Nietzsche-Bewegung im ‚Dritten Reich‘“ Alfred Rosenberg war, stand Alfred Baeumler „[a]m Anfang und im Mittelpunkt der Entwicklung eines positiven Nietzsche-Bildes in der nationalsozialistischen Epoche“. Baeumler hatte schon Anfang der 1930er Jahre mit seinem Nietzsche-Buch und einer von ihm herausgegebenen Auswahl an Nietzsche-Texten, noch selektiver und tendenziöser als Der Wille zur Macht des Nietzsche-Archivs, die nationalsozialistische Nietzsche-Deutung eingeläutet. Die provozierenden Schlagworte Nietzsches wie „Übermensch“, „Wille zur Macht“, „Herrenmoral“ und nicht zuletzt die „blonde Bestie“ mochten in gewissen Fällen zur Rechtfertigung für eigene Ideen dienen. Für NS-Ideologen waren auch manche Aussagen Nietzsches über Juden und Judentum brauchbar; seine Distanzierung vom Antisemitismus und Nationalismus der 1880er Jahre übergingen sie.
Zweifelsfrei war Nietzsche aufgrund seiner elitären Gesinnung anti-demokratisch eingestellt. Er glorifizierte Stärke, Kampf, Herrschsucht und Krieg. Viele heutige Nietzsche-Forscher verstehen seine Bejahung des Krieges nur rein metaphorisch als Krieg der Geister. Im Ersten Weltkrieg und im Nationalsozialismus aber wurde sie wörtlich genommen und zur Legitimierung kriegsbejahender Politik herangezogen.

### Nach 1945
Nach 1945 galt Nietzsche nicht nur im Ausland, wo er in der Kriegspropaganda erneut verteufelt worden war, sondern auch in Deutschland zunächst als Nazi-Philosoph. Bemerkenswert ist deshalb der Essay Nietzsches Philosophie im Lichte unserer Erfahrung von Thomas Mann, in welchem er 1947 die nationalsozialistische Vereinnahmung Nietzsches zurückwies, sich aber zugleich von seiner eigenen früheren Nietzsche-Verehrung distanzierte.
In den Staaten des Ostblocks wurde Nietzsche fast überhaupt nicht rezipiert. Georg Lukács reihte ihn 1954 in die „irrationalistische“ bürgerliche Philosophie Deutschlands ein, die durch Zerstörung der Vernunft dem Faschismus und Nationalsozialismus den Weg bereitet habe. Diese These wurde gewissermaßen offiziell: Bis zum Ende der DDR ist dort, von einer Faksimileausgabe des Ecce homo (Edition Leipzig 1985) abgesehen, keine Schrift Nietzsches erschienen. Als es 1986/87 in der Zeitschrift Sinn und Form zu einer Debatte um das neue Nietzsche-Bild im Westen kam, wiederholte und verschärfte Wolfgang Harich das Verdikt über Nietzsche: „Ins Nichts mit ihm!“
Im Westen war schon bald nach dem Krieg besonders in Frankreich, dann auch in Italien und anderen Ländern neues Interesse an Nietzsches Philosophie gewachsen. Der zu der Zeit einflussreiche Existentialismus um Jean-Paul Sartre und Albert Camus zog wichtige Anregungen aus seinem Denken. Dem englischen Sprachraum versuchte Walter Kaufmann den Zugang zu Nietzsches Werk zu verschaffen und dabei gleichzeitig nachzuweisen, dass die Berufung des Nationalsozialismus auf Nietzsche zu Unrecht erfolgt war. Kaufmann rückte Nietzsche in die Nähe von Sokrates und wies Beziehungen von dessen Philosophie zu der von Hegel auf. Kaufmanns Nietzsche-Bild ist besonders in den USA bis heute wirkmächtig, wurde jedoch auch als zu schönfärberisch kritisiert.
Mitte der 1950er Jahre wurde im Rahmen einer dreibändigen Ausgabe von Karl Schlechta zum ersten Mal die verfälschende Tätigkeit des Nietzsche-Archivs einer breiteren Öffentlichkeit bekannt. Schlechta beanspruchte für sich, als erster Werk und Teile des Nachlasses nach anerkannten literaturwissenschaftlichen Methoden herauszugeben. Allerdings wurde auch seine Ausgabe als mangelhaft kritisiert. Unterdessen sahen etwa Karl Löwith und Jürgen Habermas Nietzsches Wirkung auf Philosophie und Zeitgeist zu Ende gehen:

„Es ist […] zu vermuten, daß Nietzsche endgültig reif zur Sektion sein wird, wenn diese neue Ausgabe [sc. die Colli-Montinari-Ausgabe] fertig sein wird.“

„Nietzsches Werk hat zwischen den Kriegen, zumal in Deutschland, eine eigentümliche Faszination ausgeübt. […] Nietzsche hat damals eine Mentalität geprägt und verstärkt […] Das alles liegt hinter uns und ist fast schon unverständlich geworden. Nietzsche hat nichts Ansteckendes mehr.“

### Seit den 1970er Jahren
Der italienische Philosoph Giorgio Colli und sein Schüler, der Germanist Mazzino Montinari, entschlossen sich nach Durchsicht sämtlicher Materialien 1962, statt einer geplanten italienischen Übersetzung eine vollständig neue Kritische Gesamtausgabe (KGW) herauszugeben, die von 1967 bis 1980 erschien. 1972 wurden zudem die jährlich erscheinenden Nietzsche-Studien gegründet. Curt Paul Janz gab 1975 den musikalischen Nachlass Nietzsches heraus und veröffentlichte 1979 eine dreibändige Biographie, die viele Materialien zum Leben Nietzsches erstmals publizierte. Colli, Montinari und ihre Nachfolger begannen zudem mit der kritischen Ausgabe der Briefe (KGB).
In die Zeit der 1970er Jahre fällt auch eine Welle der Nietzsche-Interpretationen in der neueren französischen Philosophie. Nietzsche diente bestimmten philosophischen Ansätzen, welche üblicherweise der Strömung des Poststrukturalismus zugeordnet werden, etwa Jacques Derridas Dekonstruktion, als Inspirationsquelle. Weitere solche französischen Autoren, die sich auf Nietzsche bezogen und sein Werk neu interpretierten, waren Michel Foucault, Gilles Deleuze, Félix Guattari und Pierre Klossowski. Über poststrukturalistische Ansätze wurden Teile von Nietzsches Denken auch erneut in die US-amerikanische Philosophie eingeführt, etwa bei Richard Rorty. Weitere wichtige Personen in der US-amerikanischen Wirkungsgeschichte sind Arthur C. Danto und Alexander Nehamas. In Italien hat beispielsweise Gianni Vattimo den Versuch unternommen, Gedanken Nietzsches und Heideggers aufzugreifen und damit die Postmoderne philosophisch zu deuten. Auch in Korea gibt es eine Nietzsche-Gesellschaft, die eine eigene Fachzeitschrift (Nietzsche Younku) veröffentlicht.
Mit dem Erscheinen der 15-bändigen Kritischen Studienausgabe (KSA) im Jahr 1980, die textidentisch mit der KGW sämtliche philosophische Werke und Nachlass Nietzsches ab 1869 umfasst, liegt zum ersten Mal eine vollständige unverfälschte Ausgabe der Schriften Nietzsches vor. Die KSA gilt heute als Standardausgabe; Jugendschriften, Philologica und ein erweiterter Apparat sind in der KGW zu finden. Heute gibt es auch digitalisierte Ausgaben von Werk, Briefen und Nachlass. Vor allem der 1986 verstorbene Mazzino Montinari hat als spiritus rector der kritischen Gesamtausgaben, Gründer und Beiträger der Nietzsche-Studien zu einem neuen Nietzsche-Bild beigetragen.
Die früheren, oft sehr unterschiedlichen und widersprüchlichen Nietzsche-Interpretationen bei den genannten Personen werden heute z. T. skeptisch gesehen. Die Widersprüche von Nietzsches Aussagen lösen sich nach Werner Stegmaiers „kontextueller Interpretation“ dann auf, wenn sie in den schriftstellerischen Kontexten verstanden werden, in die Nietzsche sie stellte.
Besondere Beachtung findet weiterhin Nietzsches Vorwegnahme von sprach- und philosophiekritischen Ansätzen des 20. Jahrhunderts, seine Kritik am Wahrheitsbegriff und sein Perspektivismus. Häufige Bezugnahmen finden sich seit den 1980er Jahren auch im Transhumanismus, unter anderem bei Max More und Stefan Lorenz Sorgner. Affirmative transhumanistische Rekurse auf Nietzsches Übermensch werden teilweise als reduktionistisch und als Resultat einer oberflächlichen Lektüre Nietzsches kritisiert, unter anderem von Jörg Scheller: „Jene Extropianisten ..., die für ihr Übermenschenprojekt immer auch (überwiegend utilitaristische) Ethik, Werte, Moral in Anschlag bringen ..., stehen ... eher in der Tradition jener, die im Ecce Homo als 'die Guten, die Wohlwollenden, Wohltäthigen' denunziert werden: als kryptoreligiöse Idealisten.“ Stefan Lorenz Sorgner hingegen verficht ein Ideal des Übermenschen als „weiterentwickelte[r] Mensch“ im Kontext eines „schwachen anti-utopischen Transhumanismus.“
In jüngster Zeit ist im deutschsprachigen Raum Nietzsches Christentums- und Religionskritik wieder stärker herausgestellt worden, so in Werken von Johann Figl, Jörg Salaquarda und Andreas Urs Sommer. Deren biographisch-psychologische Ursprünge hat Hermann Josef Schmidt in einer monumentalen Studie über Nietzsches Kindheit und Jugend freizulegen versucht. Ein weiterer Bereich der jüngeren Nietzscheforschung ist die Auffindung und Auswertung der von Nietzsche benutzten Quellen.
Die in den 1920er und 1930er Jahren weit verbreitete These, Adolf Hitler sei wie Benito Mussolini ein überzeugter Nietzsche-Anhänger gewesen, wurde neuerdings wieder (2016) von dem Politologen und Kriminologen Michael Günther in seinem Werk Hitler und Nietzsche in die Diskussion eingeführt. Günther versucht nachzuweisen, dass Friedrich Nietzsche de facto auf einen „neuen Napoleon“ und auf ein „Führer-Thier“ nach Art Hitlers hingearbeitet habe, um seine revolutionäre „Umwertung aller Werte“ durchzusetzen – und damit teilweise erfolgreich gewesen sei. Dabei wird Friedrich Nietzsche als ein Propagandist einer „Revolution von oben“ direkt Karl Marx’ klassenkämpferischem Ansatz gegenübergestellt – ein Gedankenansatz, der im Prinzip auch schon bei Ernst Sandvoss in den 1960er Jahren zu finden ist. Ob sich dieser seit Jahrzehnten verschüttete Gedankengang durchsetzt, oder zumindest zu neuerlichen Diskursen führt, bleibt abzuwarten.